# Полет 072 на „Гълф Еър“
Полет 072 на „Гълф Еър“ е редовен международен пътнически полет от международното летище „Кайро“, Кайро, Египет, до международното летище „Бахрейн“, Мухарак, Бахрейн, управляван от „Гълф Еър“. На 23 август 2000 г. самолетът „Еърбъс А320-212“, който изпълнява полета, се разбива в плитките води на Персийския залив на 2 км от летището, минути след като прави заобикаляне при неуспешен опит за кацане на писта 12. В катастрофата загиват всички 135 пътници и 8 души членове на екипажа на борда.
Окончателният доклад от разследването, издаден на 15 август 2002 г., заключава, че факторите, които допринасят за инцидента, са неспазването на редица стандартни оперативни процедури и загубата на пространствена и ситуационна осведоменост от екипажа на самолета по време на захода и финалните фази на полета. Редица системни фактори също допринасят за катастрофата, включително недостатъчното обучение за управление на ресурсите на екипажа от „Гълф Еър“ и надзор на безопасността от Генералната дирекция за гражданска авиация и метеорология на Оман.
Катастрофата на самолета, който изпълнява полет 072 остава най-смъртоносният авиационен инцидент на територията на Бахрейн и е най-смъртоносният инцидент с участието на „Еърбъс А320 по това време и е надминат от катастрофата на самолета при полет 3054 на „Ти Ей Ем Еърлайнс“, който се разбива на 17 юли 2007 г. със 199 жертви. След катастрофата „Гълф Еър“ създава първата си система за анализ на полетни данни, която позволява да се наблюдава съответствието на пилотите със стандартната оперативна процедура на компанията.